# Ghiacciaio Lurabee
Il ghiacciaio Lurabee (in inglese Lurabee Glacier) è un ghiacciaio lungo circa 50 km situato sulla costa di Wilkins, nella parte orientale della Terra di Palmer, in Antartide. Il ghiacciaio, il cui punto più alto si trova a circa 900 m s.l.m., fluisce verso nord-est scorrendo tra le cime Scripps e le cime Finley, fino ad andare ad alimentare la piattaforma glaciale Larsen D tra capo Walcott, a nord, e capo Hinks, a sud.

## Storia
Il ghiacciaio Lurabee fu scoperto da Sir Hubert Wilkins che lo fotografò durante una ricognizione per la prima volta il ghiacciaio durante una ricognizione aerea il 20 dicembre 1928 battezzandolo "canale di Lurabee" in onore di Lurabee Shreck di San Francisco, come ringraziamento per l'aiuto offerto nel reperimento degli equipaggiamenti per questa e per precedenti missioni artiche e per il supporto nella pubblicazione del libro Flying the Arctic. Il 21 novembre 1935, la formazione fu sorvolata da Lincoln Ellsworth e, grazie alle fotografie scattate in quel volo, fu possibile identificare la sua natura di ghiacciaio.